# Стар град във Варшава
Старият град (на полски: Stare Miasto, умалително: Starówka) е най-старият исторически квартал във Варшава – столицата на Полша.
Граничи с улиците Wybrzeże Gdańskie (по крайбрежието на река Висла), Grodzka, Mostowa и Podwale. Той е сред най-известните туристически атракции на града.
Сърцето на този район е Градският площад, известен като „Пазар на Стария град“ (Rynek Starego Miasta), с неговите ресторанти, кафенета и магазини. По околните улици има множество средновековни постройки като градските стени, Барбакана и катедралата „Св. Йоан Кръстител“.

## История
Старият град на Варшава е изграден през 13 век. Първоначално обграден от разкопки, преди 1339 г. е укрепен с тухлени градски стени. Градът е израснал около замъка на мазовските князе, който по-късно става кралски дворец. Градският площад е построен в края на 13-и – началото на 14 век, заедно с главния път, който свързва двореца с Новия град на север.
До 1817 г. най-голямата забележителност на Стария град е кметството, построено преди 1429 г. През 1701 г. площадът е възстановен от Тилман Гамерски, а през 1817 г. кметството е срутено. От 19 век 4-те страни на Градския площад носят имената на 4-ма бележити поляци, живели на съответните страни: Игнаций Закжевски (юг), Хуго Колонтай (запад), Ян Декерт (север) и Францишек Барс (изток).
През 1918 г. Кралският дворец отново се превръща в седалище на висшите органи на Полша: президента на Полша и канцеларията му. В края на 1930 г. по време на кметуването на Стефан Стажински общинските власти започват обновяването на Стария град и го връщат към предишната му слава. Барбаканът и Градският площад са частично възстановени. Работи се обаче до избухването на Втората световна война.
По време на Полската кампания (1939) на много от кварталите са нанесени големи щети от Луфтвафе, взело на прицел жилищните райони на града и историческите забележителности. След обсадата на Варшава части от Стария град са построени наново, но веднага след Варшавското въстание (август – октомври 1944) оцелялото е систематично взривено от германската армия. Статуята „Младият бунтовник“ в чест на Въстанието днес стои на средновековната градска стена в Стария град.
След Втората световна война Старият град е педантично възстановен. Колкото се може повече от оригиналните тухли са използвани.

## Възстановяване на града
Варшавските архитекти се заемат с възстановяването на града още след първите разрушение през 1939 г. Конспиративно или създавайки впечатление, че работя върху нещо друго, те се заемат да разработя урбанистични планове и документация. След Варшавското въстание, когато немците целенасочено унищожават града, работата по възстановяването му набира още по-голяма скорост. Архитектите работя усърдно в освободения Люблин, в Генералната губерния правят архитектурни планове в условия на конспирация, а в Лондон тази дейност се извършва в пленническите лагери.

На 5 ноември 1944 г. в Люблин се провежда първият конгрес на Асоциацията на полските архитекти, на който въпреки различните концепции за възраждане на града, всички са единодушни по отношение на това градът да бъде възстановен и да бъде столица на Полша. Архитектите изпращат до Бюрото за планиране и възстановяване писмо, в което представят становището си по въпроса за столицата, като апелират да бъде взето решение колкото може по-скоро. Веднага след освобождението Бюрото по планиране към Временното правителство изпраща в столицата група, наречена „Варшава“, която има за задача да определи какви са разрушенията и да събере разпръснатите из страната архитекти, за да вземат участие във възстановяването на града. Ръководител на групата е Юзеф Сигалин. На 14 февруари 1945 г. е създадени Бюро за възстановяване на столицата, ръководено от Роман Пьотровски.

На 7 март 1945 г. Отдел Урбанистика (към Бюрото за възстановяване на столицата) представя първият план за изграждане на града. В пресата се появяват статии на тема полемиките относно плана и наследството от миналото.

С възстановяването на Стария град се заема Отдела за историческа архитектура, ръководен от Ян Захватович. В периода 1945 – 1947 се извършват предимно консерваторски работи и разчистване на рухналите сгради. Символична дата, слагаща началото на възстановяването на Стария град е 1 септември 1947 г., когато започва разчистването на Площада (Rynek), в което взема участие и президентът Болеслав Берут.

Първо са разчистени и предпазени партерните нива на постройките около площада на Стария град и фрагментите, останали от катедралата, а оцелелите части от колоната на Зигмунт, както и други каменни и дървени елементи са пренесени в Националния музей. По време на разчистването са направени и няколко археологически открития както готически стенопис на стената на една от сградите на площада, рицарската кула, значителни части от Барбакан, скрити преди това в стените на жилищните сгради около пазара. Важно участие във възстановяването на град имат жителите на Варшава.
През октомври 1949 г. започва обработката на техническата документация, а независимо от това са завършени сградите на Националния музей и е върната на мястото ѝ колоната на. Краят на първия етап от възстановяването на Стария град приключва на 22 юли 1953 г.

Старият и Новият град са предвидени да бъдат изградени като жилищни квартали. Запазени са някогашните размери на сградите и разположението на улиците, но във всички жилища са създадени модерни технически удобства и централно отопление.

Възстановяването на катедралата „Св. Йоан Кръстител“ (św. Jana) и другите храмове в стария град продължава значително по-дълго. Реконструкцията на катедралата, на която е върнат вида ѝ от XV век, продължава до 1955 г.

На 2 юли 1949 г Сеймът взема решение за възстановяването на Кралския замък. Решението обаче не е реализирано веднага. Реставрацията е извършена на няколко етапа. Част от залите, кулата и кралската библиотека са реставрирани е периода 1960 – 1962 г. През 1971 г. е повторно е взето решение за възстановяване на двореца по плана на Ян Богуславски от 1955 г. През 1974 г. строителството е все още в начален етап. От 1981 г. за посещения са отворени поредните зали на двореца. През 1984 г. е разпуснат Гражданския комитет за възстановяване на замъка.

Според разбирането на съвременните реставраторски теории всяка реконструкция и възстановяване е фалшифициране на историята, но за възстановяването на Стария град е направено изключение по морални и идеологически съображения. В продължение на години се разработват изискванията, по които да бъде реконструиран града. В крайна сметка е запазено пространственото разположение на града от периода XII–XIII век.

Старият град на Варшава е единственият град, в който такъв мащаб е планирано и реализирано реконструирането на градска територия след разрушенията, причинени от войната. Варшава е била разрушена около 90%. Проектът за реконструкция е разработен в сътрудничество с историци и специалисти по история на изкуството, които използват в работа си и картини на Варшава, запазили облика ѝ отпреди войната, в това число и картините на Каналето.

## Старувка (Starówka)
На север от отбранителните стени на града се простира Новият град, който също е бил унищожен по време на войната и реконструиран след това. Тези два квартала биват наричани разговорно Старувка.

## Най-важни забележителности
Една от основните забележителности е площадът пред замъка, наричан Замков площад (Plac Zamkowy). На него се издига колоната на крал Зигмунт III (kolumna Zygmunta), а до площада е разположен Кралския дворец.

Кралският дворец първоначално е бил готическа сграда, построена от мазовецките князе. През 1569 – 1572 г. е преустроен в ренесансов стил (Giovanni Battista di Quadro), а през 1599 – 1619 г. в ранен барок, свързан с преместването на столицата във Варшава (Giovanni Trevano), през 1741 – 1746 г. в стил рококо (Gaetano Chiaveri, J. K. Knöffel i K. F. Pöppelman), като през XVIII век е преустроен и интериорът (Dominik Merlini i Jan Chrystian Kamsetzer).
Отделна статия ККралски замък (Варшава)

Катедралата „Св. Йоан“ (Katedra św. Jana) – създадена в края на XIII и началото на XIV век и преустроена няколко пъти през следващите векове, е реконструирана за последен път през XIX век в неоготически стил от A. Иджковски. Унищожена е през 1944 г. и е реконструирана след войната в готически стил по проект на Ян Захватович. В подземието на катедралата се намират саркофазите на последните мазовецки князе, на Хенрик Сенкевич и на първия полски президент Габриел Нарутович. Катедралата е място на коронацията на полските крале: Станислав Лешчински (1704) и Станислав Август Понятовски (1764).
Катедралата на Йезуитите е построена през 1608 – 1626 г. В нея се намира изображение на Светата Дева, рисувано през първата половина на XVII век, както и символична надгробна плоча на Ян Тарло от 1753. Храмът е унищожен почти изцяло през 1944 г. и е възстановен през 2010 г. Впечатляващ е начинът, по който светлината от специфичния купол над апсидата прониква в храмовото пространство.

Друга интересна забележителност са запазените части от градските отбранителни стени и Барбакан.

### Домове в Стария град
Повечето от тези сгради първоначално са построени през XV–XIX век, унищожени са по време на Втората световна война, а след това са възстановени. Наименованието им на полски е „каменица“. Това са градски жилищни сгради, иззидани от тухли или камък, най-малко на два етажа, разположени обикновено плътно една до друга и намиращи се в центъра на града.

Улица „Швентоянска“ (Świętojańska):

Дом Бартошкув (Kamienica Bartoszków, №1) – построен е през XVI век от семейство аптекари. По време на реставрацията му след войната фронталната страна е била обърната към Замковия площад.

Дом Мансионария (Kamienica Mansjonaria, №2) – намира се на ъгъла на Замковия площад. През 1433 г. е дарен от княгиня Ана на мазовецката църква на мисионерите, През 1524 г. в този дом умира последният от мазовецките князе – Станислав. Сградата е собственост на мисионерите до средата на XIX век. Преустройвана през XVI и XVII век. През 1918 – 1920 г. граф Владислав Кошчелски (последният частен собственик на сградата) прави пореден ремонт. В периода между двете войни сградата е наемана от посолството на Румъния. Домът е един от малко почти оцелели почти изцяло сгради в Стария град;

Дом Псалтерия (Kamienica Psałteria, №4) – създаден през 1684 г., някога е бил собственост на отците псалтериери. След Втората световна война са оцелели само стените на партера и фрагмент от фасадата.

Дом Шмит (Kamienica Schmitta, № 5) – сградата е създадена през 1728 г., като инициатор за построяването ѝ е бил кралският съветник Карл Шмит. От войната е оцелял само партера на сградата;

Някогашната Духовна семинария (Seminarium Duchowne, № 6) – сграда от 1743 г. с характерна барокова фасада, издигната на мястото, където през XV век се е намирало енорийското училище.

Дом Салватор (Kamienica Salwator – Pod Chrystusem Zmartwychwstałym, № 8) – построен през 1632 г. Сградата е реставрирана след войната, като не е върнат първоначалния ѝ вид. Поставена е фигура на Христос, а Св. Вероника държи в ръцете си не кърпа, както е било първоначално, а поднос с маска на мъртъв мъж;

Останалите сгради около площада и в другите части на Стария град също имат своята впечатляваща история и забележителна архитектура.

## В списъка на ЮНЕСКО
На 2 септември 1980 г. Старият град във Варшава е включен в Списъка на световното културно и природно наследство на ЮНЕСКО като пример за почти цялостно реконструиране. В мотивацията за включването му в списъка е посочено:

| „ | Над 85% от забележителностите в центъра на Варшава са унищожени от окупационните нацистки войски. След войната жителите на Варшава се заемат с реставрацията на града, което води до възстановяване на катедралите, площадите и жилищните сгради, символ на полската култура и националното самосъзнание. Това е изключителен пример за цялостна реконструкция на исторически комплекс. | “ |

През септември 1985 г. на паважа на ул. „Запецек“ (Zapiecek) е поставена паметна плоча с надпис:
| „ | С решение на Комитета за световно наследство варшавският Стар град е наследство на световната култура ЮНЕСКО. Септември 1980 г. | “ |

## Площади
Старият градски площад (Rynek Starego Miasta), който датира от края на 13 век, е истинското сърце на Стария град и до края на 18 век е и сърцето на цяла Варшава. Там представители на сдружения и търговци са се срещали в кметството (построено преди 1429 г., срутено през 1817 г.), извършвани са присъди и екзекуции. Къщите наоколо са били в готически стил до големия пожар през 1607 г., след който са построени наново в късен ренесансов стил.
Замковият площад (plac Zamkowy) е първата гледка, която се вижда в реконструктирания Стар град, от където се минава за по-модерния център на Варшава. Впечатляваща гледка е, доминирана от колона Зигмунт, която се извисява над красивите стари градски къщи. Затворен между Стария град и Кралския дворец, Замковият площад е потопен в история. Там е била портата, която е водила към града Краков (Брама Краковска). Той започва да се развива през 14 век и продължава да бъде защитна зона за царете. Площадът е бил в славата си през 17 век, когато Варшава става столица на страната. През 1644 г. крал Владислав IV Васа издига колоната за прослава на баща му Сигизмунд III Васа, известен с това, че е преместил столицата на Полша от Краков във Варшава.